# Bistum Gracias
Das Bistum Gracias ist eine in Honduras gelegene römisch-katholische Diözese. Ihr Gebiet umfasst die Verwaltungsbezirke Intibucá und Lempira.

## Geschichte
Das Bistum Gracias wurde am 27. April 2021 von Papst Franziskus aus Gebietsabtretungen des Bistums Santa Rosa de Copán errichtet und dem Erzbistum Tegucigalpa als Suffraganbistum unterstellt. Zum ersten Diözesanbischof wurde gleichzeitig Walter Guillén Soto SDB ernannt, der zuvor ernannter Weihbischof in Tegucigalpa war.
Am 26. Januar 2023 unterstellte Papst Franziskus das Bistum dem mit gleichem Datum zum Metropolitansitz erhobenen Erzbistum San Pedro Sula als Suffragan.